# 15式轻型坦克
15式轻型坦克（正式装备命名型号ZTQ-15，简称15式轻坦），代号黑豹，中国人民解放军陆军装备的一种轻型坦克，是继99式主战坦克之后又一型重点主战装备。15式坦克全重与老式的59式坦克相当，而火力、机动力和防护力更强，遂行“一线火力突击”，又被外界称为“轻量化主战坦克”。与中国陆军主力的99式坦克和相比，15式坦克外形紧凑、重量轻，适合中国西部高原地区以及南方水网密集的地形使用。
15式轻型坦克于2016年投入量产。在2018年12月26日的例行记者会上，中华人民共和国国防部证实15式坦克已列装部队。据互联网络消息，率先装备了西藏军区合成装甲旅。8辆15式坦克在2019年中华人民共和国国庆70周年阅兵式上首次公开亮相，编入“陆上作战第二方队”。

## 性能

### 整体设计
15式輕型坦克是一款為高原山區作業而設計，也可适应丛林、水网稻田地等环境的35吨级的輕型坦克。在加强全域机动投送能力的背景下，实现了轻量化合适特殊复杂地形且机动性更好。被專門用於西藏、新疆等高海拔崎嶇地形的机械化装甲部队。该型坦克是在优势体系支持下作战的地面主战装备，用精准直瞄火力掩护装甲车辆和步兵部队遂行一线火力突击的攻坚任务。不加挂反应装甲的情况下，中国空军的运20大型运输机每架次可运两辆15式坦克，实现快速战略部署。
15式轻型坦克采用了传统的坦克布局，车身从前往后依次是前置驾驶舱、中置战斗室及炮塔、后置动力舱。炮塔采用焊接结构布置大倾角的複合裝甲。底盘是专门设计的底盘，相对于通用底盘设计思路，专用底盘设计能在有限重量指标下提高防护，结构布局更紧凑。行走装置为6对小直径负重轮，采用改进的扭杆悬挂加叶轮式液压减震器。动力采用了重量輕的两级增压的8V132系列柴油發動機，使用液力机械综合传动系统，以及由方向盘转向操控方式，具有高越野機動性能，动力系统支持整体吊装。
車組人員為3人，驾驶员位于底盘前部正中偏左，车长和炮长位于炮塔内。特别增加了发动机辅机系统和车内环境控制系统。

### 火力
15式轻型坦克配備一门加长身管的高膛压高初速105毫米口径线膛坦克炮（与L7線膛炮有渊源）。炮口有覘視鏡裝置，可修正炮身变形带来的射击偏差。配有尾翼稳定脱壳穿甲弹能有效应对三代主战坦克，一份2012年的外销弹药手册显示，105毫米尾翼稳定脱壳穿甲弹可以在2000米距离上击穿呈66.42度放置的220毫米均质钢装甲，还配有攻坚弹能摧毁碉堡工事，另外还配有“炮射导弹”。 与以往中国96式/99式主战坦克车体内带吊篮式自动装弹机不同，15式采用了新式的炮塔内尾舱式自动装弹机。辅助武器方面是中国第一种使用遥控武器站的国产坦克，安装有12.7毫米高射机枪和35毫米自动榴弹发射器，用於反人員與軟目標，乘员通过遥控观瞄装置在炮塔内操作射击无需出舱暴露。

### 感知
15式輕型坦克也重視了火控作為主要戰力的趨勢，有一個上反稳像式指挥仪火控系統，具备“猎-歼”能力。包括激光測距儀，彈道計算機，風傳感器，炮长配备热成像昼夜综合瞄准镜和车长配备带热成像昼夜独立稳定周视瞄准镜，可以在夜間和惡劣天氣條件下捕捉並鎖定目標。车长可以进行超越射击。 15式坦克研制过程中将“直瞄/间瞄射击集成火控技术”实用化，能作为火力支援的辅助手段，且具备更灵活的战术实施。15式轻型坦克也接入了體系作戰的趨勢，通过车载数字化车际综合信息作战系统和数据链，可从无人机、步兵或其他平台获得反戰車警告與進攻節點信息，具有强战场态势感知能力，实现战场信息共享、协同攻防。

### 机动
15式轻型坦克安装动力采用了新一代132系列（132代表气缸直径）8缸V型液冷式柴油机，正常输出功率900马力。有别于99式坦克使用的150HB系列发动机，132系列坦克动力使用两级涡轮顺序增压，平原地区只使用一级涡轮增压，时速可以达到70公里/每小时，在高海拔地区同时开启一级和二级涡轮增压，用更高的压比来適用於低氧環境，时速可以达到60公里/每小时。
15式坦克应用了基于扭杆悬挂系统的半主动控制技术，采用了液力减震器，调整阻尼改善行驶平顺性，降低坦克行驶时带来的冲击震动。

### 防护
15式轻型坦克雖然是特化的戰車，但通过增加车体正面和侧面和炮塔的附加装甲来增强防护力，內部安全控管保證車組的生命。车体首下配备反应装甲，炮塔前模块化装甲呈楔形布置，焊接炮塔基甲外大角度焊接附加複合裝甲和加挂爆炸式反应装甲块。炮塔四角有全景光电和告警装置，用以感应来袭的各种威胁，启动烟雾干扰等等。

## VT-5轻型坦克
- VT-5轻型坦克：与ZTQ-15相似的不同坦克。两者有可见的区别，VT-5上的驾驶员舱门位于中央前车体，而ZTQ-15驾驶员舱门位于左侧。 VT-5的上前装甲明显弯曲，而ZTQ-15则是直的。模块化附加装甲套件也明显不同。

## 用户
中国：共装备400+辆
- 中国人民解放军陆军
  - 合成第十团
  - 合成第十六团
  - 合成第五十四旅
  - 合成第一二三旅
  - 合成第十一旅
- 中国人民解放军海军陆战队
  - 陆战队第二旅
  - 陆战队第六旅
- 中国人民解放军空降兵军

## 外部連結
- 央视曝光15式坦克炮塔焊接全程（页面存档备份，存于）

| 中华人民共和国坦克系列                                                                   | 中华人民共和国坦克系列 |
| ---------------------------------------------------------------------------------------- | ---------------------- |
| 59式、62式 、63式 \| 69式、79式 \| 80式、85式、ZTZ-88 \| 90-II式、ZTZ-96、ZTZ-99、ZTQ-15 |                        |